# Bolognetta (metropolitana di Roma)
Bolognetta è una fermata della linea C della metropolitana di Roma. Nata come fermata della linea ferroviaria Roma-Fiuggi, la stazione è situata nella borgata Finocchio all'incrocio tra via Bolognetta e via Motta Camastra.

## Storia
La stazione fu chiusa il 7 luglio 2008 a causa dei lavori di trasformazione necessari per l'inclusione del tratto terminale della Roma-Pantano nella linea C. L'apertura è avvenuta il 9 novembre 2014.

## Servizi
La stazione dispone di:
- Biglietteria automatica
- Servizi igienici

## Interscambi
- Fermata autobus ATAC

## Dintorni

### Vie e piazze
- Via Casilina
- Via Bolognetta